# Lợn Thái Hồ
Lợn Thái Hồ (tiếng Trung: 太湖猪) là một giống lợn nhà tồn tại trong vùng hẹp của khí hậu cận nhiệt đới nhẹ xung quanh vùng hồ Thái trong Thung lũng trũng sông Dương Tử của Trung Quốc. Giống này là một giống lợn có kích thước lớn, màu đen với một khuôn mặt nhăn nheo. Nó có đầu to với trán rộng và đôi tai gập lớn. Loài này có một số phân giống nhỏ hơn, được phân loại bởi một số tác giả như một phân giống và bởi những người khác là giống riêng biệt.
Tất cả các giống lợn Thái Hồ có tỷ lệ sinh sản cao với kích cỡ lứa đẻ lên đến 20, nhưng trung bình chỉ có khoảng 14 lợn con còn sống. Đặc điểm này, cũng như khả năng kháng bệnh của chúng, đã dẫn đến sự quan tâm đến giống lợn này để nghiên cứu về nhân giống và kỹ thuật di truyền. Lợn Thái Hồ được chứng nhận ở Pháp, Albania, Hungary, Nhật Bản, Anh và Hoa Kỳ.

## Các phân giống lợn Thái Hồ
Thường có bốn nhóm chính của lợn Thái Hồ được xác định. Mặc dù nhiều giống lợn được nhiều tác giả phân loại sau đó được đặt tên khác nhau, nhưng điều gây tranh cãi là liệu có bất kỳ sự khác biệt di truyền đáng kể nào không vì một số biến thể là do chế độ ăn uống và môi trường hơn là di truyền. Lợn Thái Hồ được nuôi dưỡng tốt trong chế độ ăn rau với một lượng lớn thức ăn thô, đôi khi khiến chúng thiếu calci để phát triển xương.